# Exsudato

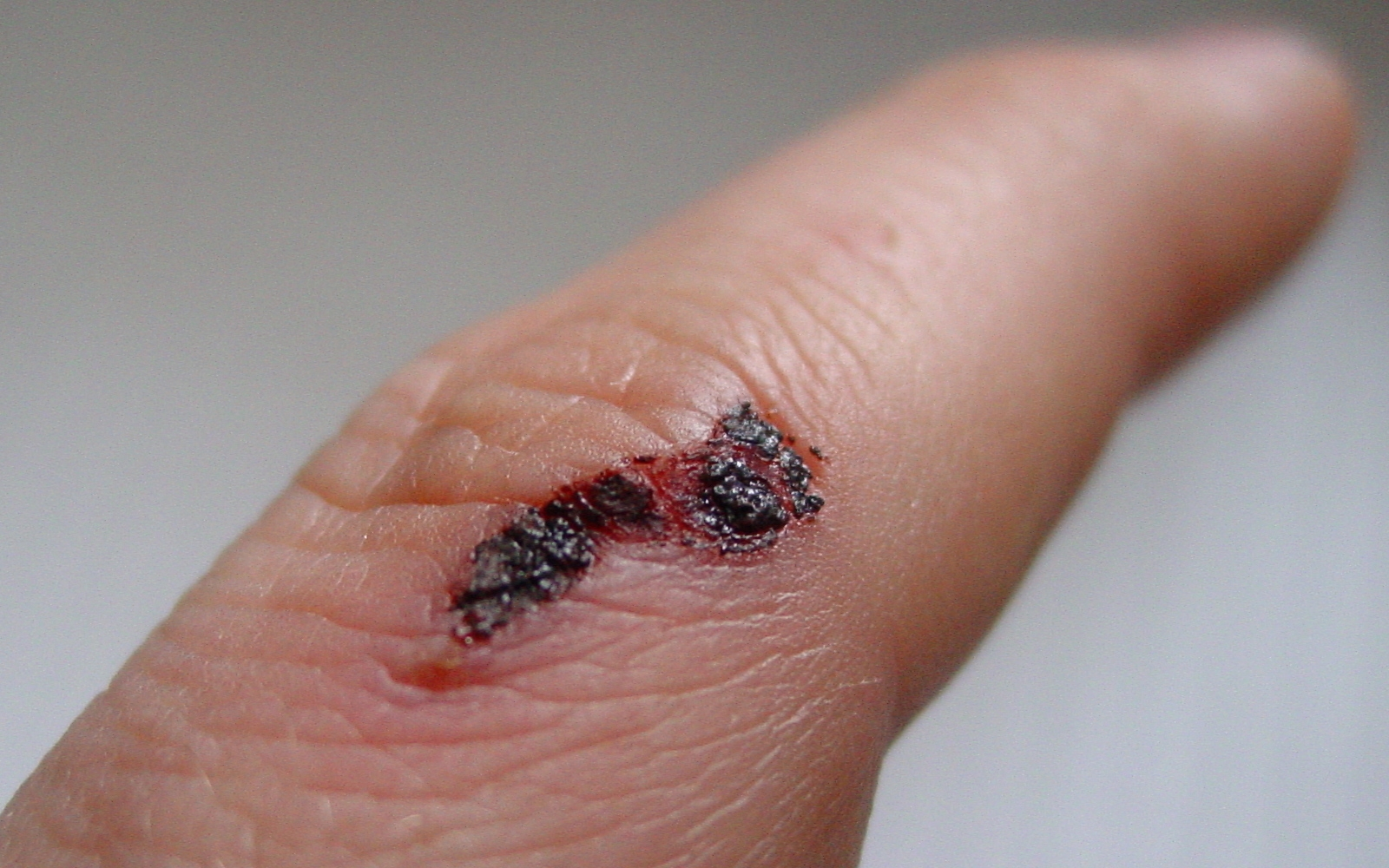
Exsudato sanguíneo resultado de um corte

Exsudato (do latim exsūdāre significa fluir pra fora) se refere a saída de líquidos orgânicos através das paredes e membranas celulares, tanto de animais quanto de plantas, por lesão ou por inflamação. No caso de exsudação sanguínea por ferimento há passagem de proteínas do plasma, leucócitos, plaquetas e hemácias.
Plantas exsudam seiva e resinas como látex, enquanto animais geralmente exsudam componentes sanguíneos e do sistema linfático.

## Causas

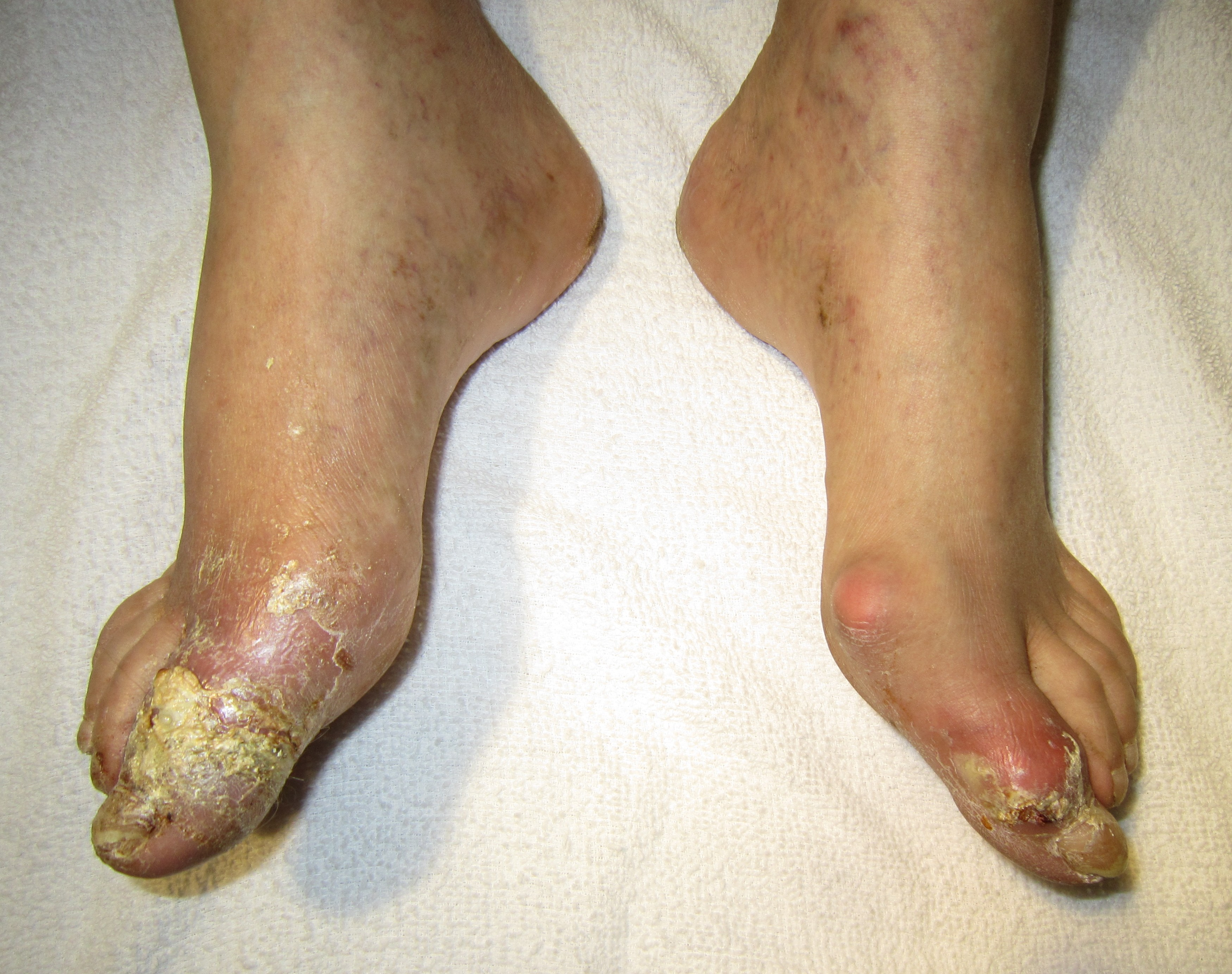
Complicações causadas por exsudato de ácido úrico (Gota)

Muitos processos infecciosos (bacteremias, septicemias etc.) dão causa à formação dessas matérias que se extraem dos tecidos originários e se depositam em outros tecidos, em cavidades orgânicas ou, ainda, vem ao exterior do organismo afetado. Essa extração é a exsudação, a retirada espontânea das substâncias oriundas da evolução do processo. Exsudatos muitas vezes são necessários para a cura da doença ou lesão.

### Exemplos
Em casos de difteria, alguns dias após penetrar no organismo, o Corynebacterium diphtheriae (bacilo diftérico) provoca a formação de um exsudato branco-acinzentado, que se torna uma falsa membrana acinzentada e que pode chegar a obstruir as vias respiratórias.
Também a doença sexualmente transmissível gonorreia, que afeta principalmente as membranas mucosas do trato urogenital e é causada pela bactéria Neisseria gonorrhoeae, caracteriza-se pela produção local (urogenital) de um exsudato purulento.
Periodontite, que é caracterizada pela perda de inserção dentária ao osso alveolar, apresenta o exsudato entre o dente e o epitélio da gengiva e tem origem polimicrobiana, como por exemplo Porphyromonas gingivalis e Prevotella intermedia em adultos e Actinobacillus actinomycetencomitans em jovens.